# 페터 마크 (지휘자)
페터 마크(Peter Maag, 1919년 5월 10일 ~ 2001년 4월 16일)는 스위스의 뛰어난 지휘자이다. 극동지방에도 세 번 순회하였다. 모차르트의 연주에 특히 호평이 있다.

## 생애
페터 마크는 1919년 5월 10일 스위스 장크트갈렌에서 태어났으며 2001년 4월 16일 이탈리아 베로나에서 사망하였다.

## 수상
- Toscanini Medal (1968)
- Verdi Medal (1973)
- Toscanini Presentation Baton (1975)